# Силлабическое пение
Силлаби́ческое пе́ние (от др.-греч. συλλαβή - слог <текста>), также силлабический распев, силлабическая структура (Гарднер), силлабический стиль (от англ. syllabic style), иногда коротко силлабика — способ распева текста, при котором на один его слог приходится один звук мелодии. Мелодии, которые содержат небольшие (2-3 звука на слог) распевы (обычно на концах текстомузыкальных фраз), также условно относят к силлабическим.
Силлабическое пение характерно для культовой музыки мировых религий. У католиков силлабически распеваются (по формулам псалмовых тонов) псалмы и библейские песни (cantica). В православном богослужении силлабически распеваются  ирмосы канона, стихиры киевского и обычного распевов. У протестантов силлабически распевается хорал.
Силлабика характерна также для некоторых жанров паралитургической и светской музыки западной Европы: лауды, кондукта, итальянского фобурдона, канцонетты и др.
См. также Мелизматическое пение, Невматическое пение.